# Държавно устройство на Камерун
Камерун е президентска република.

## Законодателна власт
Законодателен орган в Камерун е еднокамарен парламент, съставен от 180 народни представители, избирани за срок от 5 години.

## Съдебна власт
Съдебната власт е подчинена на изпълнителната власт Министерството на правосъдието. Върховният съд може да преразгледа конституционен закон, само по искане на президента.